# Monete euro portoghesi
     Zona euro
     UE appartenenti agli AEC II
     UE appartenenti agli AEC II con deroga
     UE non appartenenti agli AEC II
     Non UE che usano bilateralmente l'euro
     Non UE che usano unilateralmente l'euro
Le monete euro portoghesi mostrano tre differenti soggetti per ognuna delle tre serie di monete. In realtà, i tre soggetti sono molto simili, poiché contengono tutti gli antichi simboli reali e i sigilli, contenuti  in un cerchio di sette castelli e cinque stemmi e la parola "Portugal". Nei disegni, opera di Vitor Manuel Fernandes dos Santos, figurano anche le 12 stelle della bandiera dell'Unione europea e l'anno di conio.

## Faccia nazionale
| € 0,01                 | € 0,02                 | € 0,05                                                                                               |
| ---------------------- | ---------------------- | --- |
|                        |                        | |
| Sigillo reale del 1134 |                        | |
| € 0,10                 | € 0,20                 | € 0,50                                                                                               |
|                        |                        | |
| Sigillo reale del 1142 |                        | |
| € 1,00                 | € 2,00                 | Bordo 2 euro                                                                                         |
|                        |                        | |
| Sigillo reale del 1144 | Sigillo reale del 1144 | Sul bordo sono incisi i sette castelli e i cinque stemmi presenti sulle facce nazionali delle monete |

## Quantità monete coniate
|                                                                                     | Divisionali FDC | Divisionali FS | Divisionali FDC Commemorative | € 0,01      | € 0,02      | € 0,05      | € 0,10      | € 0,20      | € 0,50      | € 1,00      | € 2,00     |
| Circolanti                                                                          | Circolanti      | Circolanti     | Circolanti                    | Circolanti  | Circolanti  | Circolanti  | Circolanti  |             |             |             |            |
| ----------------------------------------------------------------------------------- | --------------- | -------------- | ----------------------------- | ----------- | ----------- | ----------- | ----------- | ----------- | ----------- | ----------- | ---------- |
| 2002                                                                                | 50.000          | 15.000         | 5.000                         | 278.106.172 | 324.376.590 | 234.512.047 | 220.289.835 | 147.411.038 | 151.947.133 | 100.228.135 | 61.930.775 |
| 2003                                                                                | 50.000          | 15.000         | 20.000                        | *           | *           | *           | 6.332.000   | 9.493.600   | 10.353.000  | 16.206.875  | 5.979.750  |
| 2004                                                                                | 50.000          | 15.000         | 20.000                        | 75.000.000  | 1.000.000   | 40.000.000  | 1.000.000   | 1.000.000   | 1.000.000   | 20.000.000  | 1.000.000  |
| 2005                                                                                | 30.000          | 10.000         | 30.000                        | 40.000.000  | 10.000.000  | 30.000.000  | 1.000.000   | 25.000.000  | 1.000.000   | 20.000.000  | 1.000.000  |
| 2006                                                                                | 12.500          | 3.000          | 14.000                        | 30.000.000  | 1.000.000   | 20.000.000  | 1.000.000   | 20.000.000  | 1.000.000   | 20.000.000  | 1.000.000  |
| 2007                                                                                | 12.000          | 2.500          | 9.500                         | 105.000.000 | 10.000.000  | 25.000.000  | *           | *           | *           | 4.935.400   | *          |
| 2008                                                                                | 15.000          | 3.500          | 11.500                        | 75.000.000  | 35.000.000  | 25.000.000  | 1.000.000   | 1.000.000   | 5.000.000   | 5.000.000   | *          |
| 2009                                                                                | 18.000          | 4.000          | 16.000                        | 60.000.000  | 45.000.000  | 25.000.000  | 10.000.000  | 20.000.000  | 20.000.000  | 20.000.000  | *          |
| 2010                                                                                | 20.000          | 4.500          | 19.500                        | 15.000.000  | 10.000.000  | 5.000.000   | *           | 5.000.000   | 20.000.000  | 20.000.000  | *          |
| 2011                                                                                | 20.000          | 4.500          | 19.500                        | 20.000.000  | 30.000.000  | 25.000.000  | *           | 10.000.000  | *           | 5.000.000   | *          |
| 2012                                                                                | 20.000          | 4.500          | 19.500                        | 50.000.000  | 35.000.000  | 15.000.000  | *           | *           | *           | *           | *          |
| 2013                                                                                | 20.000          | 4.500          | 19.500                        | *           | *           | *           | *           | *           | *           | *           | *          |
| 2014                                                                                | 8.000           | 1.500          | 13.000                        | 20.000.000  | 20.000.000  | *           | *           | *           | *           | 9.000.000   | *          |
| 2015                                                                                | 8.000           | 1.500          | 15.500                        | 40.000.000  | 20.000.000  | *           | *           | 15.000.000  | 20.000.000  | 15.000.000  | *          |
| 2016                                                                                | 10.000          | 1.500          | 18.000                        | 40.000.000  | 15.000.000  | 15.000.000  | 15.000.000  | 25.000.000  | 2.000.000   | 35.000.000  | *          |
| 2017                                                                                | 8.000           | 1.500          | 18.000                        | 55.000.000  | 35.000.000  | 25.000.000  | 25.000.000  | 30.000.000  | 30.000.000  | 20.000.000  | *          |
| 2018                                                                                | 10.000          | 1.500          | 15.500                        | *           | *           | 37.545.200  | 19.304.000  | 15.000.000  | *           | 25.000.000  | *          |
| 2019                                                                                | 8.000           | 1.500          | 16.000                        | 50.000.000  | *           | 30.000.000  | 20.000.000  | *           | 10.000.000  | 4.000.000   | *          |
| 2020                                                                                | 5.500           | 1.500          | 8.500                         | 50.000.000  | *           | 15.000.000  | *           | 15.000.000  | *           | 30.000.000  | *          |
| 2021                                                                                | 5.500           | 1.500          | 8.500                         | *           | *           | 15.000.000  | 15.000.000  | 10.000.000  | 20.000.000  | *           | *          |
| 2022                                                                                | 10.000          | 1.500          | 13.500                        | *           | *           | *           | *           | *           | *           | *           | *          |
| 2023                                                                                | 10.000          | 1.500          | 13.500                        | 55.000.000  | *           | 40.000.000  | *           | *           | *           | *           | 15.000.000 |
| 2024                                                                                | 3.000           | 700            | 6.000                         | *           | *           | 40.000.000  | 30.000.000  | 40.000.000  | *           | 20.000.000  | *          |
| / = non emessa, ? = finora sconosciuto, * = emessa solo nelle divisionali ufficiali |                 |                |                               |             |             |             |             |             |             |             |            |

## 2 euro commemorativi
| Immagine | Anno | Tema                                                                                 | Tiratura  | Emissione         | Incisore                         |
| -------- | ---- | ------------------------------------------------------------------------------------ | --------- | ----------------- | -------------------------------- |
|          | 2007 | 50º anniversario della firma dei Trattati di Roma (emissione comune)                 | 1.500.000 | 25 marzo 2007     | Helmut Andexlinger               |
|          | 2007 | Turno di Presidenza del Consiglio dell'Unione europea tenuto dal Portogallo          | 1.250.000 | 1º luglio 2007    | Maria Irene Vilar                |
|          | 2008 | 60º anniversario della Dichiarazione universale dei diritti umani                    | 1.000.000 | 15 settembre 2008 | João Duarte                      |
|          | 2009 | 10º anniversario dell'UEM (emissione comune)                                         | 1.250.000 | 5 gennaio 2009    | Georgios Stamatopoulos           |
|          | 2009 | 2ª edizione dei Giochi della Lusofonia a Lisbona                                     | 1.250.000 | 6 giugno 2009     | José Aurelio                     |
|          | 2010 | 100º anniversario della Repubblica portoghese                                        | 1.000.000 | 7 settembre 2010  | Jose Candido                     |
|          | 2011 | 500º anniversario della nascita di Fernão Mendes Pinto                               | 500.000   | 8 settembre 2011  | Isabel Carriço e Fernando Branco |
|          | 2012 | 10º anniversario della circolazione di banconote e monete in euro (emissione comune) | 500.000   | 24 febbraio 2012  | Helmut Andexlinger               |
|          | 2012 | Guimarães, capitale europea della cultura                                            | 500.000   | 22 giugno 2012    | José de Guimarães                |
|          | 2013 | 250º anniversario della costruzione della Torre dei Chierici                         | 500.000   | 20 giugno 2013    | Hugo Maciel                      |
|          | 2014 | 40º anniversario della Rivoluzione dei garofani                                      | 500.000   | 23 aprile 2014    | José Teixeira                    |
|          | 2014 | Anno Internazionale dell'agricoltura familiare                                       | 500.000   | 31 ottobre 2014   | Helder Batista                   |
|          | 2015 | 150º anniversario della Croce Rossa Portoghese                                       | 500.000   | 15 aprile 2015    | Antonio Marinho                  |
|          | 2015 | 500º anniversario dei primi contatti con Timor                                       | 500.000   | 15 luglio 2015    | Fernando Fonseca                 |
|          | 2015 | 30º anniversario della Bandiera europea (emissione comune)                           | 500.000   | 30 novembre 2015  | Georgios Stamatopoulos           |
|          | 2016 | Squadra portoghese che parteciperà ai Giochi olimpici di Rio 2016                    | 500.000   | 3 maggio 2016     | Joana Vasconcelos                |
|          | 2016 | 50º anniversario dell'inaugurazione del Ponte 25 de Abril                            | 500.000   | 19 luglio 2016    | José Aurelio                     |
|          | 2017 | 150º anniversario della fondazione del corpo di polizia portoghese                   | 500.000   | 18 luglio 2017    | José de Guimarães                |
|          | 2017 | 150º anniversario della nascita di Raul Brandão                                      | 500.000   | 21 novembre 2017  | Luis Filipe de Abreu             |
|          | 2018 | 250º anniversario della zecca portoghese                                             | 500.000   | 22 maggio 2018    | Eduardo Aires                    |
|          | 2018 | 250º anniversario del Giardino botanico di Ajuda                                     | 500.000   | 25 luglio 2018    | Joao Fazenda                     |
|          | 2019 | 500º anniversario della circumnavigazione di Magellano                               | 750.000   | 8 maggio 2019     | Luis Filipe de Abreu             |
|          | 2019 | 600º anniversario della scoperta dell'Isola di Madeira e di Porto Santo              | 500.000   | 6 giugno 2019     | Júlio Pomar                      |
|          | 2020 | 730º anniversario dell'Università di Coimbra                                         | 360.000   | 1º settembre 2020 | José João de Brito               |
|          | 2020 | 75º anniversario dell'Organizzazione delle Nazioni Unite                             | 500.000   | 7 ottobre 2020    | Andrè Letria                     |
|          | 2021 | Turno di Presidenza del Consiglio dell'Unione europea tenuto dal Portogallo          | 500.000   | 4 gennaio 2021    | Eduardo Aires                    |
|          | 2021 | Squadra portoghese che parteciperà ai Giochi olimpici di Tokyo 2020                  | 500.000   | 18 maggio 2021    | Francisco Providência            |
|          | 2022 | 100º anniversario della prima trasvolata dell’Atlantico meridionale                  | 1.000.000 | 30 marzo 2022     | José João de Brito               |
|          | 2022 | 35º anniversario dell'istituzione del Progetto Erasmus (emissione comune)            | 750.000   | 1º luglio 2022    | Joaquin Jimenez                  |
|          | 2023 | Giornata mondiale della gioventù 2023                                                | 1.015.000 | 19 luglio 2023    | João Duarte                      |
|          | 2023 | Pace tra le nazioni                                                                  | 1.015.000 | 15 novembre 2023  | José Teixeira                    |
|          | 2024 | 50º anniversario della Rivoluzione dei garofani                                      | 515.000   | 22 aprile 2024    | Henrique Cayatte                 |
|          | 2024 | Squadra olimpica portoghese alle Olimpiadi di Parigi 2024                            | 520.000   | 4 luglio 2024     | Rita Margarida                   |
|          | 2025 | 16ª Conferenza Scout Mondiale in Portogallo                                          | 515.000   | 24 giugno 2025    | Pedro Carvalho                   |